# Мартін Лорендо
Мартін Лорендо (англ. Martin Laurendeau; нар. 10 липня 1964) — колишній канадський тенісист.
Найвищу одиночну позицію світового рейтингу — 90 місце досяг 10 жовтня 1988, парну — 139 місце — 21 серпня 1989 року.
Найвищим досягненням на турнірах Великого шолома було 4 коло в одиночному розряді.

## Фінали за кар'єру

### Одиночний розряд (4–2)
| Легенда               |
| --------------------- |
| Великий Шлем (0)      |
| Серія Мастерс ATP (0) |
| Тур ATP (0)           |
| Челленджери (4–2)     |

| Результат | Ранг | Дата | Турнір                            | Покриття   | Суперник       | Рахунок       |
| --------- | ---- | ---- | --------------------------------- | ---------- | -------------- | ------------- |
| Перемога  | 1.   | 1978 | Салоніки, Греція                  | Тверде     | Ніклас Крон    | 7–6, 6–4      |
| Перемога  | 2.   | 1985 | Сан-Паулу, Бразилія               | Тверде     | Дасіу Кампос   | 7–6, 6–3      |
| Перемога  | 3.   | 1983 | Діжон, Франція                    | Килим      | Бред Пірс      | 4–6, 6–1, 7–6 |
| Поразка   | 4.   | 1979 | Cherbourg, Франція                | Тверде (i) | Велі Палохеймо | 6–3, 3–6, 2–6 |
| Поразка   | 5.   | 1989 | Телфорд (Англія), Велика Британія | Килим (i)  | Ян Сімерінк    | 3–6, 4–6      |
| Перемога  | 6.   | 1990 | Гарміш-Партенкірхен, Німеччина    | Килим (i)  | Патрік Баур    | 6–0, 6–4      |